# Sinopoda serrata
Sinopoda serrata là một loài nhện trong họ Sparassidae. S. serrata được Jia-Fu Wang miêu tả năm 1990.